# Luteranismo no Brasil
Este artigo diz respeito ao luteranismo no Brasil.

## História
Com o princípio de difundir a teologia do luteranismo pelo mundo, uma esquadra saiu da Alemanha ao rumo do Brasil poucos anos; o primeiro indício da propagação da crença luterana no Brasil aconteceu em 1532, com a chegada de Heliodoro Heoboano, que era filho de Helius Eobano Hesse, amigo de Lutero, no porto de São Vicente, São Paulo. No entanto, Heliodoro estava a bordo da esquadra do Governador da Índia Martim Afonso de Sousa, sendo que rapidamente teve que retornar para o seu país de origem, e o luteranismo no Brasil ficou esquecido por cerca de três séculos. O mártir Hans Staden, que ficou conhecido por ter sido aprisionado pelos índios, cantou vários hinos de Lutero, bem como deu ordens para erigir a primeira capela evangélica no Brasil neste meio-tempo, na cidade de Ubatuba, São Paulo.

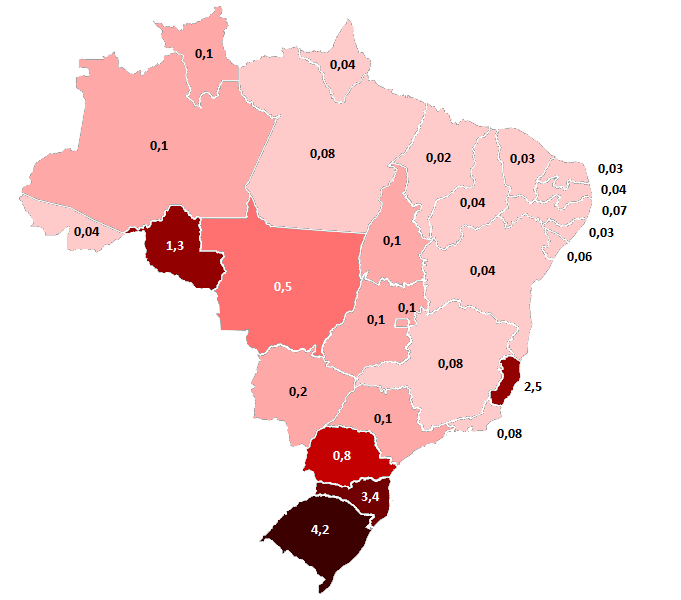
Percentual de luteranos por estado no Brasil (2010)

A primeira congregação luterana fundada oficialmente no Brasil foi estabilizada apenas no dia 3 de maio de 1824, na cidade de Nova Friburgo, Rio de Janeiro, tendo o Reverendo Friedrich Osvald Sauerbronn sido o primeiro pastor luterano em terras brasileiras. Isto só foi possível pela organização dos fluxos europeus feita por Dom Pedro I, que impulsionou a imigração alemã no Brasil e a expansão por todo o país. No mesmo ano, em 25 de julho, uma segunda leva de imigrantes desembarcou em São Leopoldo, Rio Grande do Sul, juntamente com o Reverendo Georg Ehlers. Em virtude destas viagens, o governo brasileiro da época contribuiu com a contratação e assistência de pastores.
Com esta difusão, foram formadas duas principais denominações de Igreja no país. A Igreja Evangélica de Confissão Luterana no Brasil (IECLB), é a que corresponde ao maior número de membros, e se formou a partir da vinda de membros da Alemanha que não se conformaram com a decisão da Prússia unificar os luteranos com os reformados sob o comando do Estado e imigraram para o Brasil. No mesmo período, foi formada também a Igreja Evangélica Luterana do Brasil (IELB), proveniente de missões de norte-americanos a partir do início do século XX. Além disso, outras denominações independentes foram criadas ao longo dos anos, com o número de membros abaixo de cem mil. No que corresponde a teologia, a IECLB e a IELB apresentam a mesma fé, baseada na reforma apresentada por Lutero, porém diferenças históricas fazem com que haja alguma divergência entre os membros de ambas as congregações, por exemplo: a IELB não ordena mulheres, ao passo que a IECLB ordena. A IELB tem posições claras contra o aborto, ao passo que a IECLB, no referido tema, no documento sobre o aborto escrito em 1997, chega a afirmar que “há situações em que o aborto é o mal menor“. Ainda sobre o tema “diferenças teológicas”, o Dr. Joachim Fischer comentou: "O âmbito da IECLB passou-se da indefinição ou diversidade confessional para a confessionalidade luterana. A IELB, por sua vez, deixou de lado a polêmica contra o unionismo da IECLB. Ambas as igrejas passaram da polêmica e da rivalidade para a colaboração e fraternidade".
| Região/Estado                 | Número  |
| ----------------------------- | ------- |
| Rio Grande do Sul             | 630 mil |
| Santa Catarina                | 260 mil |
| Paraná                        | 90 mil  |
| Espírito Santo                | 85 mil  |
| São Paulo                     | 47 mil  |
| Minas Gerais e Rio de Janeiro | 35 mil  |
| Região Centro-Oeste           | 27 mil  |
| Rondônia                      | 21 mil  |
| Região Nordeste               | 10 mil  |
| Região Norte (exceção de RO)  | 5 mil   |

O desenvolvimento do luteranismo no Brasil se intensificou na Região Sul, além do estabelecimento de pequenas capelas nos quatro estados da Região Sudeste. Na Região Norte, o luteranismo é mais forte no estado de Rondônia, onde foi apresentado em 23 de julho de 1970 pelo Pastor Joachim Maruhn. Atualmente, estima-se que exista entre 1 e 1,5 milhões de luteranos no Brasil, conforme aponta distribuição na tabela ao lado.

## Denominações
- Igreja Evangélica de Confissão Luterana no Brasil [16]
- Igreja Evangélica Luterana do Brasil[17]
- Igreja Luterana Confessional no Brasil[18]
- Associação das Igrejas Luteranas Livres no Brasil[19]
- Igreja Evangélica Luterana Independente[20]
- Igreja da Renovação Luterana do Brasil[21]